# Nicéforo I de Constantinopla
Nicéforo I de Constantinopla (em grego: Νικηφόρος Α΄; romaniz.: Nikēphoros I) foi um escritor cristão durante do Império Bizantino e o patriarca de Constantinopla entre 12 de abril de 806 até 13 de março de 815.

## Biografia
Nicéforo nasceu em Constantinopla e era filho de Teodoro e Eudóxia, uma família estritamente ortodoxa e que já havia sofrido antes durante o iconoclasma. Seu pai, um dos secretários do imperador bizantino Constantino V Coprônimo, já havia sido açoitado e banido para Niceia por seu apoio aos iconódulos e seu filho herdou todas as convicções religiosas dele. Ainda assim, Nicéforo prestou serviços ao império, se tornando um secretário do gabinete e, sob a imperatriz Irene, tomou parte no sínodo de 787 como um comissário imperial. Ele então se retirou para um claustro que havia sido fundado às margens do Propôntida até ser designado como diretor da maior casa de abrigo para os pobres de Constantinopla por volta de 802.
Com a morte do patriarca Tarásio e mesmo sendo ainda um leigo, ele foi escolhido como patriarca por desejo do imperador (na Páscoa, 12 de abril de 806). A escolha incomum foi recebida com oposição pelo grupo estritamente clerical dos estuditas (do influente Mosteiro de Estúdio) e ela se intensificou até se transformar num rompimento completo quando Nicéforo, em tudo um moralista muito rígido, se mostrou complacente às vontades do imperador ao reinstalar o excomungado padre José.
Após algumas vãs disputas teológicas, em dezembro de 814, se seguiram insultos pessoais. A primeira resposta de Nicéforo às tentativas de derrubá-lo foi a excomunhão, mas ele acabou obrigado a ceder à força e foi levado a um dos claustros que ele mesmo havia fundado, o Tou Agathou, e depois para um outro chamado Tou Hagiou Theodorou. De lá, ele iniciou uma polêmica literária pela causa dos iconódulos contra o sínodo de 815. Quando houve a troca dos imperadores, em 820, ele novamente foi apresentado como candidato ao patriarcado, que, embora não tenha tido sucesso, ao menos conseguiu obter uma promessa de tolerância.
Ele morreu no mosteiro de São Teodoro (Hagios Theodoros, atual Mesquita Vefa Kilise), reverenciado como confessor. Seus restos mortais foram solenemente levados de volta para Constantinopla pelo patriarca Metódio I em 13 de março de 847 e enterrados na Igreja dos Santos Apóstolos, onde eles foram objeto de devoção imperial anual. Sua festa é celebrada neste dia tanto na Igreja Ortodoxa quanto na Católica. Os gregos observam ainda o dia 2 de junho como sendo o dia de sua morte.

## Obras
Comparado com Teodoro Estudita, Nicéforo parece ser mais favorável à conciliação, conhecedor da patrística, mais inclinado a tomar uma postura defensiva ao invés de uma ofensiva e detentor de um estilo de vida comparativamente casto e simples. Ele era moderado em suas regras monásticas e eclesiásticas e apartidário em seu tratamento histórico do período entre 602 e 769 (Historia syntomos, breviarium), na qual ele se utilizou da crônica de Trajano, o Patrício.
As principais obras do patriarca foram seus três textos contra o iconoclasma:
- Apologeticus minor, provavelmente composto em 814, uma obra explicatória para leigos sobre a tradição a primeira fase do movimento iconoclasta.
- Apologeticus major com os três Antirrhetici contra Constantino V Coprônimo, uma obra completa sobre os dogmas da iconodulia, com uma extensa discussão e a refutação de todas as objeções feitas em obras adversárias, além de outras colhidas das obras dos Padres da Igreja;
- A terceira é uma refutação do sínodo iconoclasta de 815, publicado em Paris em 1904 (ed. Serruys)

Nicéforo segue o caminho de João Damasceno. Seu mérito é a profundidade e a meticulosidade com que ele traçou todas as provas literárias e tradicionais contra a veneração de imagens. Suas detalhadas refutações tiveram muito uso pelo extenso conhecimento que elas conferiam sobre os textos citados pelos adversários e da literatura patrística.

### Esticometria de Nicéforo
Suas tabelas da história universal (Chronographikon syntomon), com passagens extensas e contínuas, encontraram grande apreço entre os bizantinos e circularam também fora do império numa versão latina feita por Anastácio Bibliotecário, além de uma versão em eslavônico. A Chronographikon apresenta uma história universal desde o tempo de Adão e Eva até os dias de Nicéforo. Ele também acrescentou nela um apêndice com uma lista do cânon bíblico (que não incluiu o Apocalipse). A lista de livros aceitos do Antigo e Novo Testamento é seguida dos chamados antilegomena (que inclui o Apocalipse) e os apócrifos. Ao lado de cada um dos livros está a contagem de linhas, sua esticometria, contra a qual podemos hoje em dia comparar os textos aceitos e julgar o quanto eles foram alterados, por adição ou omissão, principalmente os apócrifos dos quais dispomos apenas de versões muito fragmentadas.